# Stranger in a Strange Land
Pour les articles homonymes, voir En terre étrangère.
Singles de Iron Maiden
Wasted Years Can I Play with Madness
Pistes de Somewhere in Time
The Loneliness of the Long Distance Runner Déjà Vu
Stranger in a Strange Land est le second single de l'album Somewhere in Time du groupe de heavy metal britannique Iron Maiden, sorti en 1986. Il est composé par Adrian Smith et raconte l'histoire d'un explorateur arctique mort dans les glaces.

## Chanson
La chanson reprend le titre d'un roman homonyme de Robert A. Heinlein, mais le thème n'a rien à voir avec le roman. Les paroles racontent l'aventure d'un explorateur arctique qui meurt de froid dans les glaces. Après un siècle, son corps est découvert préservé par d'autres explorateurs. Le morceau est composé par Adrian Smith, inspiré par sa rencontre avec un explorateur qui avait fait une telle découverte. Smith joue le solo de guitare du morceau. L'instrumentation du morceau comprend des nappes de synthétiseur, jouées sur des synthés guitare Roland.
La chanson est l'une des seules à se terminer en fondu (avec The Prophecy sur Seventh Son of a Seventh Son et le single Women in Uniform).
Les faces B du single - That Girl et Juanita - sont issues de deux groupes d'un ami de Smith Andy Barnett. Ils ont été joués dans les deux concerts secrets The Entire Population of Hackney en décembre 1985, d'où probablement leur enregistrement sur cet album très inspiré par Smith. Le premier solo de guitare de That Girl est joué par Dave Murray et le second par Adrian Smith.

## Pochette du single
Le dessin d'Eddie sur la pochette du single est une référence au personnage sans nom incarné par Clint Eastwood dans le film Le Bon, la Brute et le Truand.
En haut à droite, on peut lire l'heure de "11:58", référence au single 2 Minutes to Midnight. Parmi les cartes de jeu qui tombent de la table, l'une représente une faucheuse, représentation allégorique de la mort, évoquant The Trooper. Juste au-dessus de la pile de cartes, on peut reconnaître sur la table la signature de l'auteur Derek Riggs. Dans le clip ultérieur The Angel and the Gambler (sur l'album Virtual XI), le chanteur Blaze Bayley reprend cet accoutrement d'Eddie.

## Pistes
1. "Stranger in a Strange Land" (Adrian Smith) – 5 min 45 s
2. "That Girl" (Merv Goldsworthy, Pete Jupp, Andy Barnett) – 5 min 04 s
3. "Juanita" (Steve Barnacle, Derek O'Neil, Marshall Fury) – 3 min 47 s

## Crédits
- Bruce Dickinson – chant[4]
- Dave Murray – guitare[4]
- Adrian Smith – guitare, chœurs, guitare synthé[4]
- Steve Harris – guitare basse, chœurs[4]
- Nicko McBrain – batterie[4]